# Idrossido di zinco
L'idrossido di zinco è un composto chimico inorganico a base di zinco con formula Zn(OH)2. Si trova anche in natura sotto forma di tre minerali rari: wülfingite (ortorombica), ashoverite e sweetite (entrambi tetragonali).
Come gli idrossidi di altri metalli, come piombo, alluminio, berillio, stagno e cromo, l'idrossido di zinco (e l'ossido di zinco) è anfotero. Per questo motivo si dissolve facilmente in una soluzione diluita di un acido forte, come l'acido cloridrico (HCl), e anche in una soluzione di un alcali come l'idrossido di sodio.

## Preparazione
Può essere preparato aggiungendo una soluzione di idrossido di sodio, ma non in eccesso, a una soluzione di qualsiasi sale di zinco. Si avrà un precipitato bianco:
{\displaystyle {\ce {Zn^{2+}\ + \ 2OH^{-}-> Zn(OH)2}}}
È noto che lo ione zinco Zn2+ forma esa-acquo-ioni ad alte concentrazioni di acqua e tetra-acquo-ioni a basse concentrazioni di acqua e, quindi, questa reazione può essere meglio scritta come la reazione dell'acquoione con l'idrossido attraverso la donazione di un protone, come segue:
{\displaystyle {\ce {Zn^{2+}(OH2)_{4(aq)}\ +\ OH_{(aq)}^{-}->Zn^{2+}(OH2)3OH_{(aq)}^{-}\ +\ H2O_{(l)}}}}
Anche le reazioni successive discusse di seguito possono quindi essere considerate come reazioni con lo ione zinco acquoso e si possono regolare di conseguenza. Tuttavia, per semplicità, le molecole d'acqua vengono omesse da qui in poi.
Se si aggiunge idrossido di sodio in eccesso, il precipitato di idrossido di zinco si dissolverà, formando una soluzione incolore di ione zincato:
{\displaystyle {\ce {Zn(OH)2 \ + \ 2OH^{-}-> Zn(OH)4^{2-}}}}
Questa proprietà può essere utilizzata come test per gli ioni zinco in soluzione, ma non è l'unica, poiché i composti di alluminio e piombo si comportano in modo molto simile. A differenza dell'idrossido di alluminio e dell'idrossido di piombo(II), l'idrossido di zinco si dissolve anche nell'ammoniaca acquosa in eccesso per formare un complesso amminico incolore e solubile in acqua.
L'idrossido di zinco si dissolverà perché lo ione è normalmente circondato da ligandi d'acqua; quando l'idrossido di sodio in eccesso viene aggiunto alla soluzione, gli ioni idrossido ridurranno il complesso a una carica -2 e lo renderanno solubile. Quando viene aggiunta l'ammoniaca in eccesso, crea un equilibrio che fornisce ioni idrossido; la formazione di ioni idrossido provoca una reazione simile a quella dell'idrossido di sodio e crea un complesso con carica +2 con un numero di coordinazione di 4 con i ligandi dell'ammoniaca: questo rende il complesso solubile in modo che si dissolva.

## Applicazioni
Un uso importante è come assorbente nelle medicazioni chirurgiche. Viene anche usato per trovare sali di zinco mescolando l'idrossido di sodio con il sale sospetto.